# Antônio Carlos Magalhães

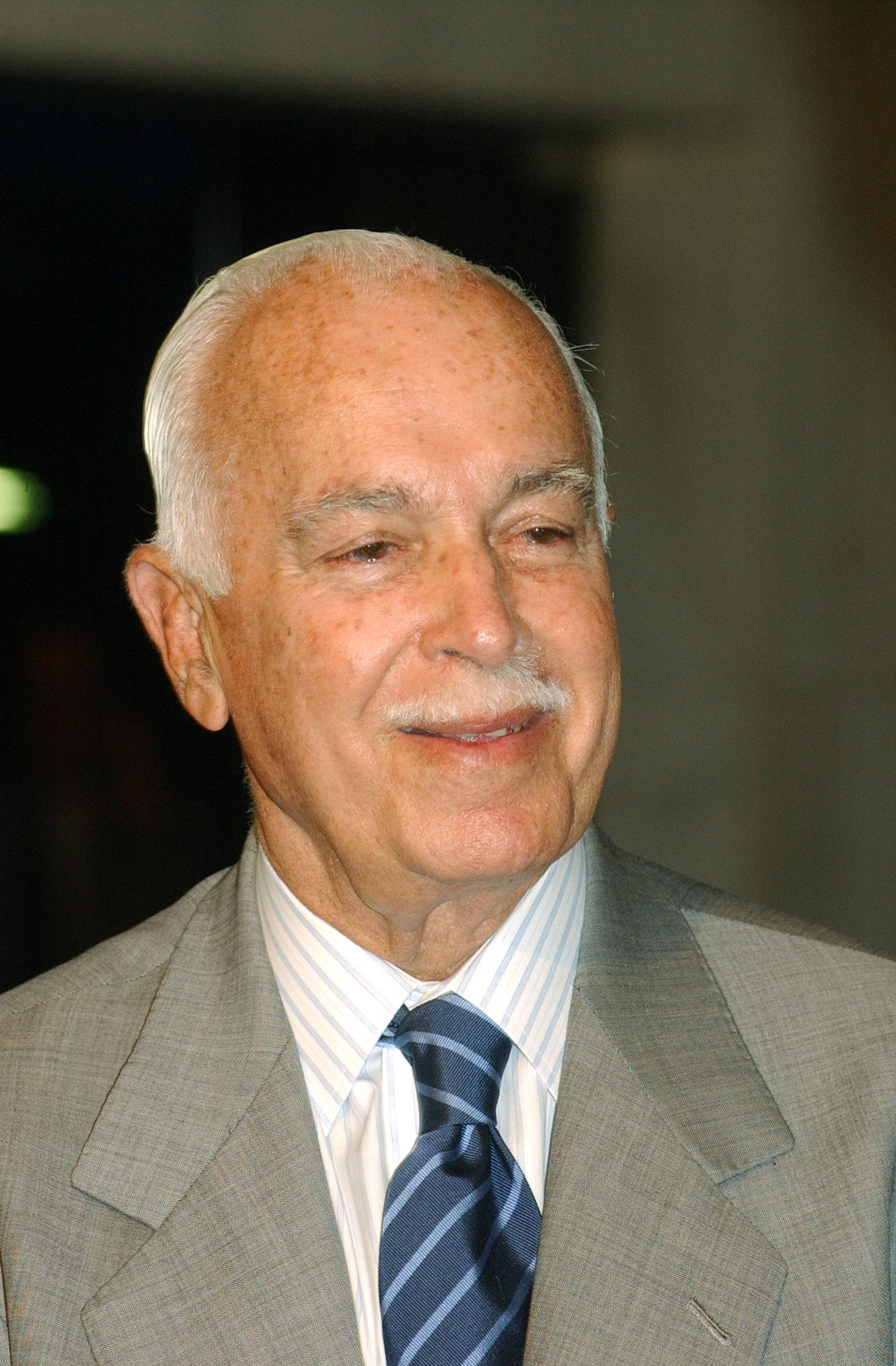
Antônio Carlos Magalhães

Antônio Carlos Magalhães (* 4. September 1927 in Salvador, Bahia; † 20. Juli 2007 in São Paulo, Brasilien) war ein brasilianischer Politiker und dreimal Gouverneur des Bundesstaats Bahia. Er trug den Übernamen ACM.

## Leben
Antônio Carlos Magalhães stammte aus einer Familie von Großgrundbesitzern. Er studierte Medizin und begann seine politische Karriere im Alter von 27 Jahren, als er in die Legislativversammlung von Bahia gewählt wurde. Er unterstützte 1964 den mit Hilfe der USA durchgeführten Militärputsch, durch den der Präsident João Goulart entmachtet wurde. Militärische Beamte ernannten ihn daraufhin zum Bürgermeister von Salvador, der drittgrößten brasilianischen Stadt, und zweimal zum Gouverneur des Bundesstaats Bahia. Aufgrund seiner rauen politischen Arbeit während der Diktatur in den Jahren von 1964 bis 1985 trug er den Spitznamen Toninho Malvaldeza bzw. Tony Evil. Von 1985 bis 1990 war er Minister für Kommunikation im Kabinett von Präsident José Sarney.
Im Jahr 1991 wurde er zum dritten Mal zum Gouverneur von Bahia gewählt und 1994 zum Senator. Er diente auch als Präsident des Senats von 1997 bis 2001. Sein Sohn Luís Eduardo Magalhães starb 1998 im Alter von 43 Jahren an einem Herzinfarkt.
Am 20. Juli 2007 verstarb Antonio Carlos Magalhães in einem Krankenhaus in São Paulo an multiplem Organversagen.

## Ehrungen
- Großkreuz des Verdienstordens der Bundesrepublik Deutschland